# Острво Џунда

Џунда острво или Алибеј острво (Turkish: Cunda Adası, Alibey Adası), је насељено острво које припада широј општини Ајвалика, Турска. Острво је од 1960. године спојено мостовима преко „Острва лала“ са Ајваликом и копном.
Острво је мостом спојено са  „Острвом лала“ које носи и назив „Долап острво“.
„Острво лала“ је другим мостом спојено са Ајваликом.
Острво је највеће острво, после Лезбоса, у архипелагу, од 22 острва, у заливу на чијим обалама се налази Ајвалик. Архипелагу припада и Грчко острво Лезбос. Овај архипелаг има значајан туристички потенцијал са великим бројем увала и плажа и неколико туристичких насеља.

## Историја
Према археолошким и писаним подацима овај крај се помиње још у Античко доба. У време отоманске имерије Ајвалик и Џунда су били развијена трговачка места која су у то време била насељена претежно Грцима. Почетком двадесетог века дошло је до исељавања Грка и насељавања ових предела Турцима. Задњих деценија туризам постаје главни покретач напретка у односу на занатство и индустрију.

## Садашњост
Џунда је типично егејско туристичко летовалиште са великим бројем апартмана и хотела а интересантних малих продавница и ресторана у етно амбијенту. Острво-полуострво је спојено асвалтним путем и честим аутобуским линијама са Ајваликом а такође и трајектним линијама.
Главна знаменитост је музеј „Рахми М. Коча“ који је раније био „Православна Црква Такиархис“.

## Галерија 2021. године
- Чесма и палме
- Продавница сувенира
- Пијаца сувенира
- Ресторан
- Док-кеј
- Бар у етно стилу
- "Нејат сокак"
- Уличица-сокак
- Агенција
- Сладолед